# Totes les noies s'haurien de casar
 Totes les noies s'haurien de casar  (original: Every Girl Should Be Married) és una pel·lícula estatunidenca dirigida per Don Hartman el 1948 i doblada al català.

## Argument
Anabel Sims (Betsy Drake), dependenta en una botiga de roba per a nens, vol trobar el marit ideal. Llança el seu ham sobre Madison Brown (Cary Grant), un seductor pediatre, i elabora tot un pla per seduir-lo.
Desafortunadament, el Dr. Brown no li fa massa atenció. Anabel ho intenta tot: es creua al seu camí cada vegada que pot, li segueix per la ciutat..., però sense èxit. Llavors decideix provar una nova tàctica: posar-lo gelós dient-li a Brown que el seu cap està intentant seduir-la.

## Repartiment
- Cary Grant: Dr. Madison W. Brown
- Franchot Tone: Roger Sanford
- Betsy Drake: Anabel Sims
- Diana Lynn: Julie Hudson
- Alan Mowbray: Mr. Spitzer
- Elisabeth Risdon: Infermera Mary Nolan
- Richard Gaines: Sam McNutt
- Harry Hayden: Gogarty
- Chick Chandler: Harry
- Fred Essler: Pierre
- Anna Q. Nilsson: La venedora
- Eddie Albert: Harry Proctor / 'Old' Joe (no surt als crèdits)

## Al voltant de la pel·lícula
- Es tracta de la primera pel·lícula de Betsy Drake.
- Cary Grant i Betsy Drake es van casar realment un any més tard i van rodar encara junts Aquesta sagrada família.